# Bactra endea
Bactra endea es una especie de polilla del género Bactra, categorizada en la tribu Olethreutini, de la subfamilia Olethreutinae.

## Distribución
Se distribuye por Gambia.

## Taxonomía
Fue descrita por Diakonoff en 1963 y publicada en (Bactra), Tijdschr. Ent. 106: 321.